# Apocellus stilicoides
Apocellus stilicoides är en skalbaggsart som beskrevs av Leconte 1877. Apocellus stilicoides ingår i släktet Apocellus och familjen kortvingar. Inga underarter finns listade i Catalogue of Life.